# GiuRu
GiuRu (Giuventetgna Rumantschaⓘ) ist eine Organisation für alle romanischen Jugendlichen. Sie unterstützt Jugendliche bei der Verwirklichung soziokultureller, romanischer Projekte. Die Unterstützung beinhaltet die Finanzierung, das Marketing und die Mitwirkung bei der Realisierung des Projekts.
Gegründet wurde die Giuru im August 1991 an einer Scuntrada der Lia Rumantscha in Laax. Ihr Ziel ist die Schaffung von Kontakten zwischen den Romanisch sprechenden Jugendlichen in den verschiedenen Regionen Graubündens sowie das Knüpfen von Kontakten zu anderen Sprachminoritäten vor allem Europas, meist über die YEN, an deren Gründung sich bereits romanische Jugendliche beteiligt haben. Die Finanzierung der GiuRu erfolgt über die Lia Rumantscha, der Dachorganisation romanischer Vereinigungen.

## Vorstand
Die Suprastanza der GiuRu besteht für gewöhnlich aus fünf Mitgliedern: President/a, Vicepresident/a, Cassier/a, Actuar/a, Assessur/a. Bei der Wahl werden falls möglich alle Sprachgruppen berücksichtigt und die Radunanza Generala findet im Turnus in verschiedenen Regionen statt. 2015 wurde erstmals eine RG in Zürich einberufen. 2016 fand die 25. Generalversammlung wieder in Graubünden in Valchava in der Val Müstair statt.

## Projekte
GiuRuTren: Für das 25. Giubileum der GiuRu organisiert die Suprastanza eine Zugfahrt durch das romanische Sprachgebiet mit dem Ziel Chapella, dem Ort zwischen Unter- und Oberengadin, wo das Chapella Openair stattfindet. Die Zugfahrt wird von Musikern und anderen Künstlern mit unterhaltenden Beiträgen verkürzt.
Vuschs Giuvnas: Am ersten Freitag des Monats erscheint seit dem Herbst 2014 in der romanischen Tageszeitungen La Quotidiana eine Seite mit Beiträgen von Jugendlichen, die Redaktion leitet die GiuRu. Für jede publizierte Kontribution erhalten die Jugendlichen 50 Franken, zusätzliche Ergänzungen zum eigentlichen Text, wie Fotografien oder Grafiken, werden je mit weiteren 25.- Franken belohnt.
Per rumantsch? Nus discurrin Rumantsch:
Mit einer Aufkleberaktion hat die GiuRu 2013 auf bloss auf Deutsch beschriftete Schilder und Werbetafeln im romanischen Sprachgebiet aufmerksam gemacht, welche in der Presse rege kommentiert wurde. 2014 konnten Firmen, die sich für den Gebrauch des Romanischen im Alltag einsetzen, können sich auf der Webseite www.perrumantsch.ch registrieren und erhalten grüne Aufkleber, die signalisieren, dass im Geschäft Romanisch gesprochen werden kann.
Giuventetgnas: 
Die GiuRu hat alle Kontaktdaten der Vereine der verschiedenen Giuventetgnas (Jungmannschaften) des Kantons Graubünden gesammelt. Über 80 Vereinsadressen sind auf der eigenen Website der GiuRu publiziert.
Posta-rumantscha: 
Die GiuRu hat 2006 eine romanische Mailingliste zusammengetragen, in die sich jeder Interessierte einschreiben kann. Damit die Liste nicht zu «Spam-Rumantsch» wird, wird sie moderiert. Derzeit (Stand: 2011) sind bereits über 560 Adressen angemeldet.
Suns: («Klänge»)
Das europäische Musikcontest Suns, 2009 in Udine ins Leben gerufen, wurde zum 20. Giubileum der GiuRu 2011 in Falera aufgeführt. 2015 haben ME+MARIE die Vorausscheidung in Sardinien und das Finale Suns Europe in Udine gewonnen.
Inscunters: 
Die GiuRu hat zweimal das Herbstseminar der YEN organisiert, 2005 in Laax und 2014 in La Punt im Engadin. Daneben haben sie bereits mehrmals den SnowExchange bei sich durchgeführt, erstmals 2009. An der Ausführung der ersten Europeada war die GiuRu 2008 beteiligt, aus diesen Aktivitäten hat sich 2013 die CBR - CulturaBallapeRumantsch entwickelt.
Zudem arbeitet die GiuRu gemeinsam mit der Lia Rumantscha an der Online-Datenbank Pledari Grond und hat sich zweimal mit Projekten an der Acziun 72 uras beteiligt. 2015 besuchten fünf Jugendliche der GiuRu über Incomindios eine Tagung der ECOSOC der UNO in Genf.
PUNTS («Brücken»)
Das Magazin Punts war eine monatliche, romanischsprachige Zeitschrift von Jugendlichen für (nicht nur) Jugendliche. Artikel konnten in allen fünf traditionellen Idiomen wie auch in Rumantsch Grischun verfasst sein. Die Zeitschrift wurde nach fast 18 Jahren und 198 Ausgaben Ende 2011 eingestellt, die Ausgaben sind online weiterhin verfügbar. Es fanden sich keine jungen Leute mehr, die Artikel schrieben. Die Zeitschrift hatte zum Schluss 400 Abonnenten.